# Da-Wen Sun
Sun Dawen (kinesisk: 孙大文; pinyin: Sūn Dàwén), også kendt som Da-Wen Sun, er professor i Food and Biosystems Engineering ved University College Dublin, National University of Ireland. Han er medlem af Royal Irish Acamedy, den højeste ære i Irland.

## Biografi
Professor Da-Wen Sun er født i det sydlige Kina og er en førende ekspert i fødevareteknologi. Hans vigtigste forskningsaktiviteter omfatter køling, tørring og køleprocesser og -systemer, kvalitet og sikkerhed af fødevarer, bioprocessimulering og optimering, og computer vision teknologi. Især hans innovative undersøgelser af vakuum afkøling af kogt kød, pizza kvalitetskontrol ved hjælp af computer vision, og film til øget holdbarhed af frugt og grøntsager har været meget omtalt i nationale og internationale medier. Resultaterne af hans arbejde er blevet offentliggjort i mere end 200 peer reviewed tidsskrifter og mere end 200 konferencedokumenter.
Han fik Honours BSc og MSc i Mechanical Engineering og PhD in Chemical Engineering fra Kina, før han startede med at arbejde ved forskellige universiteter i Europa. Han blev den første kinesisk statsborger, der blev fastansat ved et irsk universitet, da han blev udnævnt lektor ved National University of Ireland, Dublin (University College Dublin) i 1995 og blev derefter løbende forfremmet på kortest mulig tid til senior lecturer, associate professor og professor. Dr. Sun er nu professor i fødevarer og Biosystemteknologi og direktør for Food Refrigeration and Computerised Food Technology Research Group ved University College Dublin.
Som en førende underviser i fødevareteknologi har professor Sun bidraget væsentligt inden for fødevare-teknologi. Han har vejledt mange ph.d.-studerende, som har gjort deres egne bidrag inden for erhvervslivet og den akademiske verden. Han har også holdt foredrag om fremskridt inden for fødevareteknologi på regelmæssig basis ved akademiske institutioner internationalt og har holdt hovedtale på internationale konferencer. Som en anerkendt ekspert i fødevareteknologi har han haft adjungerede professorater ved de ti bedste universiteter i Kina, herunder Zhejiang University, Shanghai Jiaotong Universitet, Harbin Institute of Technology, China Agricultural University, South China University of Technology, Jiangnan Universitet og så videre. I anerkendelse af hans betydelige bidrag til Food Engineering på verdensplan og for hans fremragende lederskab inden for området tildelte International Commission of Agricultural Engineering (CIGR) ham CIGR Merit Award i 2000 og igen i 2006, Institution of Mechanical Engineers (IMechE) baseret i UK har udnævnt ham til Food Engineer of the Year 2004, i 2008 blev han tildelt CIGR Recognition Award til ære for hans fornemme resultater som den øverste procent af Agricultural Engineering videnskabsfolk i verden. Ifølge Thomson Scientific's Essential Science Indicators (ESI), som er opdateret den 1. juli 2009, og som dækker en 10-årig plus fire-måneders periode (1. januar 1999 – 30. april 2009), er i alt 2.391 videnskabsmænd blandt de øverste én procent af de mest citerede forskere i kategorien Agriculture Sciences (ISI Web of Science), og professor Sun er på øverste del af listen med sin position som nummer 36.
Han er medlem (Fellow) af Institution of Agricultural Engineers og er medlem (Fellow) af Engineers Ireland (The Institution of Engineers of Ireland). Han har også modtaget adskillige priser for undervisning og forskning af topkvalitet, herunder President’s Research Fellowship og har to gange modtaget President’s Research Award ved University College i Dublin. Han er medlem af bestyrelsen for CIGR og Honorary Vice-President i CIGR, Editor-in-Chief of Food og Bioproces Technology - An International Journal (Springer), redaktør af "Contemporary Food Engineering" bog-serien (CRC Press / Taylor & Francis), tidligere redaktør af Journal of Food Engineering (Elsevier), og Editorial Board Member for Journal of Food Engineering (Elsevier), Journal of Food Process Engineering (Blackwell), Sensing and Instrumentation for Food Quality and Safety (Springer) og Czech Journal of Food Sciences. Han er også Chartered Engineer.

## Ære og præmie
- CIGR Recognition Award, 2008, by CIGR (International Commission of Agricultural Engineering)
- AFST(I) Fellow Award, 2007, by Association of Food Scientists and Technologists (India)
- CIGR Merit Award, 2006, by CIGR (International Commission of Agricultural Engineering)
- President’s Research Fellowship, 2004/2005, by University College Dublin
- Food Engineer of the Year Award, 2004, by The Institution of Mechanical Engineers, UK
- Who’s Who in Engineering and Science, 2000 -
- CIGR Merit Award, 2000, by CIGR (International Commission of Agricultural Engineering)
- President’s Research Award, 2000/2001, by University College Dublin
- Who’s Who in the World, 1999 –

## Værker
- Infrared Spectroscopy for Food Quality Analysis and Control, Elsevier, 684 pp., ISBN 978-0-12-374136-3 (2009)

- Infrared Spectroscopy for Food Quality Analysis and Control, Elsevier, 416 pp., ISBN 978-0-12-374136-3 (2009).
- Modern Techniques for Food Authentication, Elsevier, 684 pp., ISBN 978-0-12-374085-4 (2008)
- Computer Vision Technology for Food Quality Evaluation, Elsevier, 608 pp., ISBN 978-0-12-373642-0 (2008)
- Computational Fluid Dynamics in Food Processing Arkiveret 29. oktober 2008 hos  Wayback Machine, CRC Press, 760 pp., ISBN 978-0-8493-9286-3 (2007)
- Handbook of Frozen Food Processing and Packaging Arkiveret 29. oktober 2008 hos  Wayback Machine, CRC Press, USA, 737 pp., ISBN 978-1-57444-607-4 (2006)
- Thermal Food Processing: New Technologies and Quality Issues Arkiveret 29. oktober 2008 hos  Wayback Machine, CRC Press, 640 pp., ISBN 978-1-57444-628-9 (2006)
- Emerging Technologies for Food Processing, Elsevier, 792 pp., ISBN 978-0-12-676757-5 (2005)
- Advances in Food Refrigeration Arkiveret 17. juli 2011 hos  Wayback Machine, Leatherhead Publishing, 482 pp., ISBN 0-905748-83-2 (2001)
- The University Structure and Curricula on Agricultural Engineering Arkiveret 22. oktober 2012 hos  Wayback Machine, Food and Agriculture Organisation of the United Nations, 233 pp., ISBN 92-5-104447-3 (2000)

## Seneste papirer

### I Bøger
1. L. J. Wang and Da-Wen Sun, Mathematical Analysis of Vacuum Cooling, in M. Farid (ed), Mathematical Analysis of Food Processing, pp. 459-485, CRC Press / Taylor & Francis, Boca Raton, Florida, USA (2009).
2. L. Drummond and Da-Wen Sun, Effects of Chilling and Freezing on Safety and Quality of Food Products, in E. Ortega-Rivas (ed.), Processing Effects on Safety and Quality of Foods, pp. 297-320, CRC Press / Taylor & Francis, Boca Raton, Florida, USA (2009). # T. Norton and Da-Wen Sun, Computational Fluid Dynamics in Thermal Processing, in R. Simpson (ed), Engineering Aspects of Thermal Processing, pp. 317-363, CRC Press / Taylor & Francis, Boca Raton, Florida, USA (2009).
3. L. Y. Zheng, A. E. Delgado and Da-Wen Sun, Surface Heat Transfer Coefficients with and without Phase Change, in M. Shafiur Rahman (ed), Food Properties Handbook, 2nd Edition, pp. 717-758, CRC Press / Taylor & Francis, Boca Raton, Florida, USA (2009).
4. C. X. Zheng and Da-Wen Sun, Computer Vision for Quality Control, in M. Zude (ed), Optical Monitoring of Fresh and Processed Agricultural Crops, pp. 126-140, CRC Press / Taylor & Francis, Boca Raton, Florida, USA (2009).
5. C. X. Zheng and Da-Wen Sun, Image Segmentation Techniques, in Computer Vision Technology for Food Quality Evaluation, pp. 37-56, Academic Press / Elsevier, San Diego, California, USA (2008).
6. C. X. Zheng and Da-Wen Sun, Object Measurement Methods, in Computer Vision Technology for Food Quality Evaluation, pp. 57-80, Academic Press / Elsevier, San Diego, California, USA (2008).
7. C. J. Du and Da-Wen Sun, Object Classification Methods, in Computer Vision Technology for Food Quality Evaluation, pp. 81-107, Academic Press / Elsevier, San Diego, California, USA (2008).
8. L. Y. Zheng, Da-Wen Sun and J. Tan, Quality Evaluation of Meat Cuts, in Computer Vision Technology for Food Quality Evaluation, pp. 111-138, Academic Press / Elsevier, San Diego, California, USA (2008).
9. C. J. Du and Da-Wen Sun, Quality Measurement of Cooked Meats, in Computer Vision Technology for Food Quality Evaluation, pp. 139-156, Elsevier, Academic Press / Elsevier, San Diego, California, USA (2008).
10. C. J. Du and Da-Wen Sun, Quality Evaluation of Pizzas, in Computer Vision Technology for Food Quality Evaluation, pp. 427-446, Academic Press / Elsevier, San Diego, California, USA (2008).
11. T. Norton and Da-Wen Sun, An Overview of CFD Applications in the Food Industry, in Computational Fluid Dynamics in Food Processing, pp. 1-41, CRC Press / Taylor & Francis, Boca Raton, Florida, USA (2007).
12. Da-Wen Sun, An Overview of Refrigeration Cycles, in Handbook of Frozen Food Processing and Packaging, pp. 57-83, CRC Press / Taylor & Francis, Boca Raton, Florida, USA (2006).
13. Da-Wen Sun and L. Y. Zheng, Innovations in Freezing Process, in Handbook of Frozen Food Processing and Packaging, pp. 175-195, CRC Press / Taylor & Francis, Boca Raton, Florida, USA (2006).
14. A. E Delgado, Da-Wen Sun and A. C. Rubiolo, Thermal Physical Properties of Foods, in Thermal Food Processing: New Technologies and Quality Issues, pp. 3-34, CRC Press / Taylor & Francis, Boca Raton, Florida, USA (2006).
15. L. J. Wang and Da-Wen Sun, Heat and Mass Transfer in Thermal Food Processing, in Thermal Food Processing: New Technologies and Quality Issues, pp. 35-71, CRC Press / Taylor & Francis, Boca Raton, Florida, USA (2006).
16. E. Hogan, A. L. Kelly and Da-Wen Sun, High Pressure Processing of Foods: An Overview, in Emerging Technologies for Food Processing, pp. 3-32, Academic Press / Elsevier, London, UK (2005).
17. L. Y. Zheng and Da-Wen Sun, Vacuum Cooling of Foods, in Emerging Technologies for Food Processing, pp. 579-602, Academic Press / Elsevier, London, UK (2005).
18. L. Y. Zheng and Da-Wen Sun, Ultrasonic Acceleration of Food Freezing, in Emerging Technologies for Food Processing, pp. 603-626, Academic Press / Elsevier, London, UK (2005).

### I akademiske fagblade
1. P. Jackman, Da-Wen Sun and P. Allen, Automatic Segmentation of Beef Longissimus Dorsi Muscle and Marbling by an Adaptable Algorithm, Meat Science, 83 [2] (2009) 187–194.
2. P. Jackman, Da-Wen Sun and P. Allen, Comparison of Various Wavelet Texture Features to Predict Beef Palatability, Meat Science, 83 [1] (2009) 82–87.
3. A. E. Delgado, L. Y. Zheng and Da-Wen Sun, Influence of Ultrasound on Freezing Rate of Immersion-frozen Apples, Food and Bioprocess Technology, 2 [3] (2009) 263–270.
4. T. Norton, J. Grant, R. Fallon and Da-Wen Sun, Assessing the Ventilation Effectiveness of Naturally Ventilated Livestock Buildings under Wind Dominated Conditions Using Computational Fluid Dynamics, Biosystems Engineering, 103 [1] (2009) 78-99.
5. P. Jackman, Da-Wen Sun and P. Allen, Comparison of the Predictive Power of Beef Surface Wavelet Texture Features at High and Low Magnification, Meat Science, 82 [3] (2009) 353-356.
6. R. Zhao, E. Chen, M. Lin, Da-Wen Sun and B. Xu, Characteristics of Chamber Temperature Change during Vacuum Cooling, Journal of Food Process Engineering, 32 [2] (2009) 177-186.
7. Y. Ma and Da-Wen Sun, Hardness of Cooked Rices as Affected by Varieties, Cooling Methods and Chill Storage, Journal of Food Process Engineering, 32 [2] (2009) 161-176.
8. C. J. Du and Da-Wen Sun, Retrospective Shading Correction of Confocal Laser Scanning Microscopy Beef Images for Three-Dimensional Visualization, Food and Bioprocess Technology, 2 [2] (2009) 167-176.
9. N. A. Valous, F. Mendoza, Da-Wen Sun and P. Allen, Texture Appearance Characterization of Pre-Sliced Pork Ham Images Using Fractal Metrics: Fourier Analysis Dimension and Lacunarity, Food Research International, 42 [3] (2009) 353-362.
10. P. Jackman, Da-Wen Sun, C. J. Du and P. Allen, Prediction of Beef Eating Qualities from Colour, Marbling and Wavelet Surface Texture Features using Homogenous Carcass Treatment, Pattern Recognition, 42 [5] (2009) 751-763.
11. T. Norton, A. Delgado, E. Hogan, P. Grace and Da-Wen Sun, Simulation of High Pressure Freezing Processes by Enthalpy Method, Journal of Food Engineering, 91 [2] (2009) 260-268.
12. F. Mendoza, N. A. Valous, P. Allen, T. A. Kenny, P. Ward, and Da-Wen Sun, Analysis and Classification of Commercial Ham Slice Images Using Directional Fractal Dimension Features, Meat Science, 81 [2] (2009) 313-320.
13. N. A. Valous, F. Mendoza, Da-Wen Sun and Paul Allen, Colour Calibration of a Laboratory Computer Vision System for Quality Evaluation of Pre-sliced Hams, Meat Science, 81 [1] (2009) 132-141.
14. W. Wu, H. Zhang and Da-Wen Sun, Mathematical Simulation and Experimental Study of a Modified Zeolite 13X-Water Adsorption Refrigeration Module, Applied Thermal Engineering, 29 [4] (2009) 645-651.
15. L. Drummond, Da-Wen Sun, C. T. Vila and A. G. M. Scannell, Application of Immersion Vacuum Cooling to Water-Cooked Beef Joints – Quality and Safety Assessment, LWT – Food Science and Technology, 42 [1] (2009) 332–337.
16. F. Xu, W.-J. Yu, Da-Wen Sun, X.-Q. Xu and T.-C. Hua, Performance Comparison of Free and Immobilized Chicken Liver Esterase Inhibited by Four Different Pesticides, Journal of the Science of Food and Agriculture, 88 [14] (2008) 2538-2542.
17. P. Jackman, Da-Wen Sun, C. J. Du, P. Allen and G. Downey, Prediction of Beef Eating Quality from Colour, Marbling and Wavelet Texture Features, Meat Science, 80 [4] (2008) 1273-1281.
18. C. J. Du, Da-Wen Sun, P. Jackman and P. Allen, Development of a Hybrid Image Processing Algorithm for Automatic Evaluation of Intramuscular Fat Content in Beef M. Longissimus dorsi, Meat Science, 80 [4] (2008) 1231-1237.
19. L. Drummond and Da-Wen Sun, Temperature Evolution and Mass Losses during Immersion Vacuum Cooling of Cooked Beef Joints – a Finite Difference Model, Meat Science, 80 [3] (2008) 885-891.
20. L. Drummond and Da-Wen Sun, Immersion Vacuum Cooling of Cooked Beef – Safety and Process Considerations Regarding Beef Joint Size, Meat Science, 80 [3] (2008) 738-743.
21. Y. Xu, T.-C. Hua, Da-Wen Sun and G.-Y. Zhou, Experimental Study and Analysis of Mechanical Properties of Frozen Rabbit Aorta by Fracture Mechanics Approach, Journal of Biomechanics, 41 [3] (2008) 649-655.
22. Y. Ma, L. Lin and Da-Wen Sun, Preparation of High Fischer Ratio Oligopeptide by Proteolysis of Corn Gluten Meal, Czech Journal of Food Sciences, 26 [1] (2008) 31-40.
23. C. J. Du and Da-Wen Sun, Multi-Classification of Pizza Using Computer Vision and Support Vector Machine, Journal of Food Engineering, 86 [2] (2008) 234–242.
24. T. Norton and Da-Wen Sun, Recent Advances in the Use of High Pressure as an Effective Processing Technique in the Food Industry, Food and Bioprocess Technology, 1 [1] (2008) 2-34.
25. Q. F. Cheng and Da-Wen Sun, Important Factors Affecting the Water Holding Capacity of Red Meat Products: A Review of Recent Research Advances, Critical Reviews in Food Science and Nutrition, 48 [1] (2008) 1–23.
26. P. Barreiro, C. Zheng, Da-Wen Sun, N. Hernández-Sánchez, J. M. Pérez-Sánchez and J. Ruiz-Cabello, Non-Destructive Seed Detection in Mandarines: Comparison of Automatic Threshold Methods in FLASH and COMSPIRA MRIs, Postharvest Biology and Technology, 47 [2] (2008) 189–198.
27. L. Guo, Y. Ma, Da-Wen Sun and P. Wang, Effects of Controlled Freezing-Point Storage at 0oC on Quality of Green Bean as Compared with Cold and Room-Temperature Storages, Journal of Food Engineering, 86 [1] (2008) 25-29.
28. Z. W. Cui, L. J. Sun, W. Chen and Da-Wen Sun, Preparation of Dry Honey by Microwave-Vacuum Drying, Journal of Food Engineering, 84 [4] (2008) 582-590.
29. D. Wu, Y. He, S. Feng, and Da-Wen Sun, Study on Infrared Spectroscopy Technique for Fast Measurement of Protein Content in Milk Powder Based on LS-SVM, Journal of Food Engineering, 84 [1] (2008) 124-131.
30. Y. Xu, T.-C. Hua, Da-Wen Sun, G.-Y. Zhou and F. Xu, Effects of Freezing Rates and Dimethyl Sulphoxide Concentrations on Thermal Expansion of Rabbit Aorta during Freezing Phase Change as Measured by Thermo Mechanical Analysis, Journal of Biomechanics, 40 [14] (2007) 3201-3206.
31. P. F. Yang, X. Wang, T.-C. Hua, Da-Wen Sun, Z. H. Chang and Y. L. Cao, Water Transport during Freezing of Human Dermal Fibroblast as Affected by Various Freezing Rates, Cell Preservation Technology, 5 [3] (2007) 137-143.
32. C. J. Du and Da-Wen Sun, Food Image Segmentation Using an Improved Kernel Fuzzy C-Means Algorithm, Transactions of the ASABE, 50 [4] (2007) 1341-1348.
33. X. Wang, T.-C. Hua, Da-Wen Sun, B. Liu, G. Yang and Y. Cao, Cryopreservation of Tissue-Engineered Dermal Replacement in Me2SO: Toxicity Study and Effects of Concentration and Cooling Rates on Cell Viability, Cryobiology, 55 [1] (2007) 60-65.
34. Y. Li, S. Y. Xu and Da-Wen Sun, Preparation of Garlic Powder with High Allicin Content by Using Combined Microwave-Vacuum and Vacuum Drying as well as Microencapsulation, Journal of Food Engineering, 83 [1] (2007) 76-83.
35. A. E. Delgado and Da-Wen Sun, Influence of Surface Water Activity on Freezing/Thawing Times and Weight Loss, Journal of Food Engineering, 83 [1] (2007) 23-30.
36. T. Jeliński, C. J. Du, Da-Wen Sun and J. Fornal, Inspection of the Distribution and Amount of Ingredients in Pasteurized Cheese by Computer Vision, Journal of Food Engineering, 83 [1] (2007) 3-9.
37. X. Li, Y. He, C. Wu and Da-Wen Sun, Nondestructive Measurement and Fingerprint Analysis of Soluble Solid Content of Tea Soft Drink Based on Vis/NIR Spectroscopy, Journal of Food Engineering, 82 [3] (2007) 316-323.
38. H. Cen, Y. Bao, Y. He and Da-Wen Sun, Visible and Near Infrared Spectroscopy for Rapid Detection of Citric and Tartaric Acids in Orange Juice, Journal of Food Engineering, 82 [2] (2007) 253-260.
39. C. X. Zheng, Da-Wen Sun and L. Y. Zheng, A New Region-Primitive Method for Classification of Colour Meat Image Texture Based on Size, Orientation, and Contrast, Meat Science, 76 [4] (2007) 620-627.
40. T. Norton, Da-Wen Sun, J. Grant, R. Fallon and V. Dodd, Applications of Computational Fluid Dynamics (CFD) in the Modelling and Design of Ventilation Systems in the Agricultural Industry: A Review, Bioresource Technology, 98 [12] (2007) 2386-2414. # P. Jackman, Da-Wen Sun and L. Y. Zheng, Effect of Combined Vacuum Cooling and Air Blast Cooling on Processing Time and Cooling Loss of Large Cooked Beef Joints, Journal of Food Engineering, 81 [1] (2007) 266-271.
41. Q. F. Cheng and Da-Wen Sun, Effects of Combined Water Cooking-Vacuum Cooling with Water on Processing Time, Mass Loss and Quality of Large Pork Ham, Journal of Food Process Engineering, 30 [1] (2007) 51–73.
42. C. X. Zheng, Da-Wen Sun and L. Y. Zheng, Predicting Shrinkage of Ellipsoid Beef Joints as Affected by Water Immersion Cooking Using Image Analysis and Neural Network, Journal of Food Engineering, 79 [4] (2007) 1243-1249.
43. Q. F. Cheng and Da-Wen Sun, Effect of Cooking Bag and Netting Packaging on the Quality of Pork Ham during Water Cooking, Meat Science, 75 [2] (2007) 243-247.
44. C. X. Zheng, Da-Wen Sun and L. Y. Zheng, Segmentation of Beef Joint Images Using Histogram Thresholding, Journal of Food Process Engineering, 29 [6] (2006) 574–591.
45. C. X. Zheng, Da-Wen Sun and L. Y. Zheng, Recent Developments and Applications of Image Features for Food Quality Evaluation and Inspection – A Review, Trends in Food Science and Technology, 17 [12] (2006) 642-655.
46. T. Norton and Da-Wen Sun, Computational Fluid dynamics (CFD) – An Effective and Efficient Design and Analysis Tool for the Food Industry: A Review, Trends in Food Science and Technology 17 [11] (2006) 600-620.
47. C. X. Zheng, Da-Wen Sun and L. Y. Zheng, Classification of Tenderness of Large Cooked Beef Joints Using Wavelet and Gabor Textural Features, Transactions of the ASABE, 49(5) (2006) 1447-1454.
48. Q. F. Cheng and Da-Wen Sun, Feasibility Assessment of Vacuum Cooling of Cooked Pork Ham with Water Compared to That without Water and with Air Blast Cooling, International Journal of Food Science and Technology, 41 [8] (2006) 938-945.
49. C. X. Zheng, Da-Wen Sun and L. Y. Zheng, Correlating Colour to Moisture Content of Large Cooked Beef Joints by Computer Vision, Journal of Food Engineering, 77 [4] (2006) 858-863.
50. C. J. Du and Da-Wen Sun, Correlating Image Texture Features Extracted by Five Different Methods with the Tenderness of Cooked Pork Ham: A Feasibility Study, Transactions of the ASABE, 49 [2] (2006) 441-448.
51. Zheng-Wei Cui, Shi-Ying Xu, Da-Wen Sun and Wei Chen, Dehydration of Concentrated Ganoderma lucidum Extraction by Combined Microwave-Vacuum and Conventional Vacuum Drying, Drying Technology, 24 (2006) 595-599.
52. Da-Wen Sun and L. J. Wang, Development of a Mathematical Model for Vacuum Cooling of Cooked Meats, Journal of Food Engineering, 77 [3] (2006) 379-385.
53. Da-Wen Sun and L. Y. Zheng, Vacuum Cooling Technology for the Agri-Food Industry: Past, Present and Future, in Da-Wen Sun and L. Y. Zheng (eds), “Progress in Bioproducts Processing and Food Safety”, special issue of Journal of Food Engineering, 77 [2] (2006) 203-214.
54. Z. H Zhang and Da-Wen Sun, Effects of Cooling Methods on the Cooling Efficiency and Quality of Cooked Rice, in Da-Wen Sun and L. Y. Zheng (eds), “Progress in Bioproducts Processing and Food Safety”, special issue of Journal of Food Engineering, 77 [2] (2006) 269-274.
55. L. S. Drummond and Da-Wen Sun, Feasibility of Water Immersion Cooking of Beef Joints: Effect on Product Quality and Yield, in Da-Wen Sun and L. Y. Zheng (eds), “Progress in Bioproducts Processing and Food Safety”, special issue of Journal of Food Engineering, 77 [2] (2006) 289-294.
56. Z. H. Zhang and Da-Wen Sun, Effect of Cooling Methods on the Cooling Efficiencies And Qualities of Cooked Broccoli and Carrot Slices, in Da-Wen Sun and L. Y. Zheng (eds), “Progress in Bioproducts Processing and Food Safety”, special issue of Journal of Food Engineering, 77 [2] (2006) 320-326.
57. Y. Ma, L. Xue and Da-Wen Sun, Characteristics of Trehalose Synthase from Permeablized Pseudomonas Putids Cells and its Application in Converting Maltose into Trehalose, in Da-Wen Sun and L. Y. Zheng (eds), “Progress in Bioproducts Processing and Food Safety”, special issue of Journal of Food Engineering, 77 [2] (2006) 342-347.
58. J. Xie, X. H. Qu, J. Y. Shi and Da-Wen Sun, Effects of Design Parameters on Flow and Temperature Fields of a Cold Store by CFD Simulation, in Da-Wen Sun and L. Y. Zheng (eds), “Progress in Bioproducts Processing and Food Safety”, special issue of Journal of Food Engineering, 77 [2] (2006) 355-363.
59. Q. F. Cheng and Da-Wen Sun, Improving the Quality of Pork Ham by Pulsed Vacuum Cooling in Water, Journal of Food Process Engineering, 29 [2] (2006) 119-133.
60. C. X. Zheng, Da-Wen Sun and L. Y. Zheng, Recent Applications of Image Texture for Evaluation of Food Qualities – A Review, Trends in Food Science and Technology, 17 [3] (2006) 113-128.
61. L. Y. Zheng and Da-Wen Sun, Innovative Applications of Power Ultrasound during Food Freezing Processes – A Review, Trends in Food Science & Technology, 17 [1] (2006) 16-23.
62. Yi-Hua Zheng, Tse-Chao Hua, Da-Wen Sun, Jian-Jun Xiao, Fei Xu and Fang-Fang Wang, Detection of Dichlorvos Residue by Flow Injection Calorimetric Biosensor Based on Immobilized Chicken Liver Esterase, Journal of Food Engineering, 74 [1] (2006) 24-29.
63. C. J. Du and Da-Wen Sun, Automatic Measurement of Pores and Porosity in Pork Ham and Their Correlations with Processing Time, Water Content and Texture, Meat Science, 72 [2] (2006) 294-302.
64. Y. Ma, C. Cai and Da-Wen Sun, Enzymatic Hydrolysis of Corn Starch for Producing Fat Mimetics, Journal of Food Engineering, 73 [3] (2006) 297-303.
65. C. J. Du and Da-Wen Sun, Estimating the Surface Area and Volume of Ellipsoidal Ham Using Computer Vision, Journal of Food Engineering, 73 [3] (2006) 260-268.
66. C. X. Zheng, Da-Wen Sun and C. J. Du, Estimating Shrinkage of Large Cooked Beef Joints during Air-Blast Cooling by Computer Vision, Journal of Food Engineering, 72 [1] (2006) 56-62.
67. C. J. Du and Da-Wen Sun, Learning Techniques Used in Computer Vision for Food Quality Evaluation: A Review, Journal of Food Engineering, 72 [1] (2006) 39-55.
68. C. J. Du and Da-Wen Sun, Correlating Shrinkage with Yield, Water Content and Texture of Pork Ham by Computer Vision, Journal of Food Process Engineering, 28 [3] (2005) 219-232.
69. Q. F. Cheng and Da-Wen Sun, Application of PLSR in Correlating Physical and Chemical Properties of Pork Ham with Different Cooling Methods, Meat Science, 70 (2005) 691-698.
70. Z. W. Cui, S. Y. Xu, Da-Wen Sun and W. Chen, Temperature Changes during Microwave-Vacuum Drying of Sliced Carrots, Drying Technology, 23 [5] (2005) 1057-1074.
71. Z. H. Zhang and Da-Wen Sun, Investigation of Effects of Operation Parameters on Cooling Time and Weight Loss During Vacuum Cooling of Cooked Rice and Cooked Diced Beef in Tray. Acta Horticulturae, 674 (2005) 505-509.
72. Z. H. Zhang and Da-Wen Sun, Modelling of Two-Dimensional Heat and Mass Transfer During Vacuum Cooling of Cooked Rice in Tray. Acta Horticulturae, 674 (2005) 495-503.
73. Z. H. Zhang and Da-Wen Sun, Modelling of Three-Dimensional Heat and Mass Transfer During Vacuum Cooling of Cooked Diced Beefs. Acta Horticulturae, 674 (2005) 199-204.
74. Fei Xu, Tse-Chao Hua, Da-Wen Sun, Jian-Jun Xiao and Xiao-Lei Zhao, Enzyme Activity of Wheat Esterase as Affected by Various Cryopreservation, Journal of Food Engineering, 69 [1] (2005) 17-22.
75. C. J. Du and Da-Wen Sun, Comparison of Three Methods for Classification of Pizza Topping Using Different Colour Space Transformations, Journal of Food Engineering, 68 [3] (2005) 277-287.
76. M. Houska, A. Landfeld and Da-Wen Sun, Eating Quality Enhancement of Cooked Pork and Beef by Ripening in Brine and Vacuum Cooling, Journal of Food Engineering, 68 [3] (2005) 357-362.
77. Q. F. Cheng, Da-Wen Sun and Amalia G. M. Scannell, Feasibility of Water Cooking for Pork Ham Processing as Compared with Traditional Dry and Wet Air Cooking Methods, Journal of Food Engineering, 67 [4] (2005) 427-433.
78. C. J. Du and Da-Wen Sun, Pizza Sauce Spread Classification Using Colour Vision and Support Vector Machines, Journal of Food Engineering, 66 [2] (2005) 137-145.